# Bugkorb

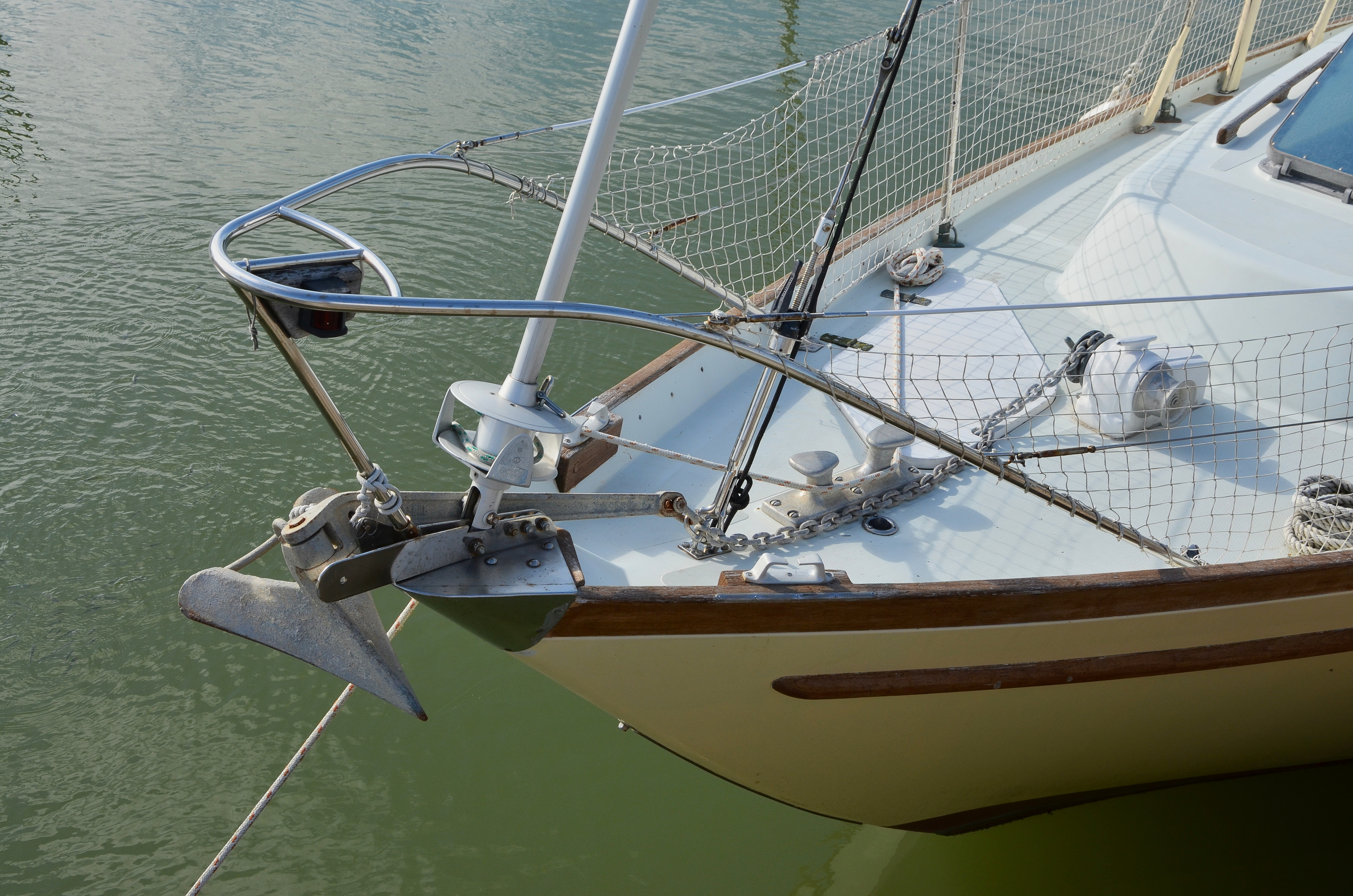
Anker und Bugkorb eines Sportbootes

Der Bugkorb eines Schiffes ist eine Verlängerung des Decks am Bug. Er sieht meistens aus wie ein Brett, das über den eigentlichen Bug hinausragt. Der Bugkorb ist durch eine Reling eingefasst, die meistens nahtlos in die eigentliche Decksreling übergeht. So kann der Bugkorb sicher betreten werden. An der Reling des Bugkorbes ist oft eine Aufnahmemöglichkeit für den Spinnaker angebracht.